# 菲律賓語
菲律賓語（或）是菲律賓的國語，自1987年修訂之《菲律賓憲法》規定為國家語言。事實上，菲律賓語是標準化的他加禄语，费迪南德·马科斯倒臺後在阿基諾夫人推動之下成為菲律賓的國語。

## 參閱
- 菲律賓語文法
- 菲律賓語敬語